# Jonjo Shelvey
Jonjo Shelvey /ˈdʒɒndʒoʊ ˈʃɛlvi/ (n. 27 februarie 1992, Greater London, Anglia, Regatul Unit) este un fotbalist britanic, care joacă pe post de mijlocaș la Eyüpspor⁠(d) în Süper Lig. Pe plan internațional, are prezențe la națională pentru Anglia U16⁠(d), Anglia U17⁠(d), Anglia U19⁠(d), Anglia U-21⁠(d) și Anglia.
Și-a început cariera la Charlton Athletic, devinind cel mai tânăr jucător care a jucat vreodată pentru echipă, la 16 ani și 59 de zile. În anul 2010 a fost cumpărat de Liverpool pentru 1,7 milioane de lire sterline, și a fost împrumutat la Blackpool. Cât a jucat pentru echipa de pe Anfield, Shelvey a câștigat Cupa Ligii și a pierdut finala Cupei Angliei în 2012. El a ajuns la Swansea City pentru 5 milioane de lire în 2013, iar peste doi ani și jumătate a fost transferat de Newcastle United pentru 12 milioane de lire sterline, fiind numit căpitanul echipei după numai o lună.

Shelvey a jucat pentru Anglia la naționalele de tineret under-16, under-17, under-19 și under-21 și a fost căpitanul echipei U-19. El a jucat primul meci pentru naționala de seniori în 2012.

## Legături externe
Materiale media legate de Jonjo Shelvey la Wikimedia Commons
- Jonjo Shelvey Arhivat în 3 octombrie 2016, la Wayback Machine. pe site-ul Newcastle United F.C.
- Jonjo Shelvey Arhivat în 10 octombrie 2014, la Wayback Machine.  pe site-ul thefa.com